# 太枡騒動
太枡騒動（ふとますそうどう）は、江戸時代後期の1792年（寛政4年）に発生した百姓一揆。御三卿領の田安徳川家領における新規仕法に対して起こった代表越訴型一揆。

## 近世甲斐国における百姓一揆と田安領
太枡騒動は、甲斐国に存在する御三卿領の田安家領において発生している。1731年（享保16年）に8代将軍徳川吉宗の次男宗武が江戸城田安門内に邸を与えられ田安家が創始され、続いて一橋家、清水家が創始され御三卿の各家が成立した。御三卿領には幕領のうち10万石が賄領地としてそれぞれ配分され、甲斐国の幕領では1746年（延享3年）に国中三郡のうち東郡地域にあたる山梨郡・八代郡から63か村3万石余りが田安家甲州領となり山梨郡一丁田中村（現・山梨市）の田安陣屋を拠点に支配が行われたほか、一橋家領、清水家領もそれぞれ成立し同様の支配を行った。その後、領地替により一橋家領と清水家領は解消され田安家領のみが存続し、騒動後も明治期まで存続している。
近世甲斐国における百姓一揆は、甲府藩時代の寛文・延宝期には国中地方の甲府藩領で藩政の疲弊による近世前期の代表的一揆である越訴型一揆が起こっており、享保年間に甲斐国は一円が幕府直轄領化され代官支配となると、1750年（寛延3年）には甲府盆地東部の東郡地域において特権化する商業資本に対して生産者農民が闘争を起こした米倉騒動が、1836年（天保7年）には郡内地方から甲斐一国規模の騒動となった天保騒動が発生している。

## 近世甲斐国における東郡地域の情勢
近世甲斐国では金納税制である大小切税法と甲州金、甲州枡の甲州三法が適用されていたことを特徴としている。甲府盆地東部の国中三郡において、江戸中期以降には米麦栽培のほか養蚕や煙草栽培など商品作物生産を組み合わせた生業形態が確立した。特に東郡地域は養蚕が盛んで、商品経済が浸透している地域であった。
1776年（安永5年）には田安家領を含む国中三郡で結集し、一国規模の甲州枡存続運動が発生している。この時は幕府側の譲歩を引き出しており、寛政元年には再び国中三郡で川除郡中割金制度の見直し運動を起こしている。これらの運動に参加した百姓のなかには、太枡騒動の首謀者となった山梨郡綿塚村（甲州市勝沼町綿塚）の長百姓・重右衛門が含まれていることが指摘されている。
その後も田安家領で甲州三法は維持されていたが、明和年間には地球的な異常気象の影響で日本各地でも干魃や疫病が流行し、列島規模で百姓一揆が多発していた。甲斐国でも天候不順による不作や、東郡地域では笛吹川の水害などの自然災害にも見舞われていた。これらの要因により田安家領でも財政が悪化し、租率の低下が指摘されており、課税強化が断行された。

## 太枡騒動の発生
田安領の陣屋元である一町田中村（山梨市一町田中）の磯野家日記によれば、騒動発生の前年にあたる1792年（寛政4年）には、1782年（天明2年）以来在職の代官横田平五郎が不正により罷免され、新任代官として山口彦三郎が赴任した。山口により新枡（太枡）の適用による収奪取り締まりの強化が行われ、領主と領内百姓の間には不穏な空気が発生していたと考えられている。また「日記」によれば、寛政4年には郡奉行の石寺伊織・桜井藤四郎連名による触書が発せられており、この頃には領内百姓による集団訴願が発生し、田安家側の役人が対応に苦慮している様子が記されている。
「日記」によれば、1793年1月（寛政4年）には田安領内の百姓は江戸表への出訴を決意し、同年1月26日には一町田中村の田中陣屋（山梨市一町田中）へ押しかけ、江戸への出願実行を通告したという。これに対して代官山口は、江戸出訴は1770年（明和7年）の百姓一揆禁止令に反する行為であるとして、郡奉行石寺・桜井を通じて江戸出訴が実行された際には厳しい吟味を行う内容の触書を発している。
1793年（寛政4年）の年貢皆済期限が迫ると、領民の間では江戸への越訴が計画された。越訴を実行する山梨郡綿塚村の長百姓・重右衛門、八代郡金田村（笛吹市一宮町）の長百姓・重右衛門、山梨郡熊野村（甲州市塩山）の勘兵衛の3人が中心となり会合を重ね、江戸越訴の実行を宣言するための前提として田中陣屋への出願を行った。
江戸越訴に際しては、この3人に加え山梨郡下石森村（山梨市下石森）の長百姓・与次郎兵衛、同郡小原村西分（山梨市西小原）の長百姓・伊右衛門、八代郡南八代村（笛吹市八代町）の長百姓・惣兵衛、同幸左衛門が加わり、この7人が指導者となった。
同年12月27日には、田安家領63か村のうち山梨・八代両郡54か村から選出された惣代が江戸へ出府し、さらに21人の出願実行者が選出された。
一行は江戸へ出府すると、1793年2月7日（寛政4年12月27日）に寺社奉行の立花種周（出雲守）に、収奪強化など田安家の支配を糾弾し従来仕法への回帰を求める10か条の訴状を提出した。

## 太枡騒動の終結・関係者の処罰
百姓の強訴は禁止されていたため、同年2月8日に21名は捕縛され吟味中入牢となり、田安家に引き渡された。同年8月24日（寛政5年7月18日）には勘定奉行による裁許が発せされ処罰が下され、首謀者のうち綿塚村の重右衛門、金田村の重右衛門は獄門、熊野村の勘兵衛は死罪となり、首は日川で晒された。以下、4名は遠島となっているが、一部は裁許をまたずに牢内で病死している。また、国元や江戸に残る惣代らも召還されて処罰された。
金田村の重右衛門らは文久3年（1863年）に義民として顕彰され、「金明大明神」として祀られた。
一方、田安家では地方役・山下次助（治助）が追放刑に処された。山下次助は八代郡小石和村（笛吹市石和町）出身で、生家は酒造業を営む松葉屋。次助は算術を納め地方の事情にも明るく、生家に伝わる系図によれば宝暦年間に田安家に奉公し、年貢収取に携わった。太枡騒動以前には、領内で発生した傷害事件の処理を巡る次助の行状で駕籠訴も発生していた。太枡騒動の処罰後には剃髪し、「了一」「一徳斎」を名乗ったという。文化8年（1811年）に死去した。
次助は田安家側で処罰されたのは唯一の人物であり、後世には騒動の原因を次助個人の不正に求める理解も見られる。一方で騒動の訴状では次助を糾弾したものは見られず、田安家が治助一人に騒動の責任を負わせることで事件の解決を図ろうとしたことも指摘される。

## 研究史
太枡騒動はじめ甲斐国で起こった百姓一揆は、大正から昭和初期にかけて義民の顕彰とも関係して関心を呼び、この頃に刊行された郡誌類において紹介されている。1916年（大正5年）の『東山梨郡誌』、1923年（大正12年）の水上文淵『義民重右衛門事跡』において太枡騒動の経緯が紹介されている。
戦後には百姓一揆研究が本格化し、1960年（昭和35年）には竹川義徳が太枡騒動の原因を山下治助はじめ前後の代官が行った収奪強化に求める見解を示した。翌1961年には有泉貞夫が田安領の経済分析から、事件の要因を現物での収奪強化や貨幣経済の浸透防止など、領主の封建反動政策によるものとした。
1983年（昭和53年）には弦間耕一『寛政太枡事件』、飯田文彌『太枡騒動』が騒動の総括を行った。飯田文彌は、百姓惣代が寺社奉行立花出雲守に提出した訴状に見られる田安支配の新規仕法に原因を求め、研究史も総括している。
『山梨県史』編纂事業に際しては近世部会による資料調査も行われているが、新資料の発見には至っていない。